# ヘレン・ミラー
ヘレン・ミラー（Helen Miller, 1925年6月30日 - 2006年2月2日）は、アメリカ合衆国のソングライター。数人の作詞家、とくにハワード・グリーンフィールドと1960年代初頭に協力し、シュレルズの『Foolish Little Girl』、ジーン・ピットニーの『It Hurts To Be In Love』を書いた。

## 伝記
1940年代後半にニューヨークでソングライター活動を始める。作詞家・詩人のフェイ・メイナスと共作した。
その頃もある程度成功したがアーヴィング・ミラーと結婚し、業界を去り、三人の子を育てた。
1961年、アルドン・ミュージックのドン・カーシュナーと出会う。ブリル・ビルディングで作曲家として再出発。ティーン向けのポップ・ソングを作った。
同じころ、ドゥーワップ・グループ「ザ・クオーテーションズ」のマネージャーをつとめ、ヴァーヴ・レコードとの契約にこぎつける。

## 作詞家と
アルドンでは10歳以上年下のハワード・グリーンフィールドと共作し、多数のヒットを飛ばした。
- 『Foolish Little Girl』（シュレルズ）と『Charms』（ボビー・ヴィー）は1963年に大ヒット。
- 『It Hurts To Be In Love』はニール・セダカが録音したが、RCAレコード側が「我々のスタジオで録音しなかったじゃん・・・」と憤慨し、不採用となった。そこでミラーとグリーンフィールドは元のバック・トラックにジーン・ピットニーのヴォーカルを乗せ、1964年にトップ10ヒットとなった。[2][5][6]

ミラーは他の作詞家とも共作し成功。
- ソウル音楽のシンガー・ソングライター、フレディー・スコットとアルドンで何度か組んだ[7]

- Roger Atkinsとは1965年に"Make Me Your Baby"をバーバラ・ルイスに、"Princess In Rags"をジーン・ピットニーに提供。

- 同年"All Of My Life"をトニー・パワーズと共作、レスリー・ゴーアに提供。[2][5][6]

- 後にメトロメディア社で1971年に作詞家エステル・レヴィットと、BMI賞受賞の『Don't Say You Don't Remember』を書きビヴァリー・ブレマーズでヒット。[2][6]

## ヴォーンと
1974年にはローズ・マリー・マッコイと共作し、サラ・ヴォーンのアルバムSend In The Clownsに
- That'll Be Johnny(Miller, McCoy) - 2:43
- Right in the Next Room(Miller, McCoy) - 2:59
- I Need You More (Than Ever Now) (Miller, McCoy) - 2:53
- Do Away with April(Miller, Greenfield) - 3:30
- Got to Go See If I Can't Get Daddy to Come Back Home (Miller, McCoy) - 2:58

の5曲を提供した。

## ミュージカル
ミラーはリズムアンドブルースを愛していた。 1971年に詩人・作詞家のイブ・ミリアムと協力し、R&Bの影響を強く受けたスコアをミュージカル『インナー・シティ』に書き下ろした。演出は、過去にミュージカル『ヘアー』や『ジーザス・クライスト・スーパースター』を手掛けたトム・オホーガンが務めた。
Merriamの発売禁止にされた本The Inner City Mother Gooseが原作の同ミュージカルはブロードウェイで97回上演され、成功し 、「現代の都市生活を斬新に描き、ブロードウェイに衝撃を与えた」という劇評もあった。。
ミラーの音楽は（当時絶頂期だった）シャイ・ライツに比較された。

## 伝記
1980年代に引退し、夫といっしょにフロリダに引っ越した。
2006年に80歳でフロリダのブロウォード郡で亡くなった。

## 参照
1. 1 2  Social Security Death Index for Helen Miller. Retrieved 13 March 2013
2. 1 2 3 4 5  Biography by Jason Ankeny at Allmusic. Retrieved 13 March 2013
3. ↑  Ken Emerson, Always Magic in the Air: The Bomp and Brilliance of the Brill Building Era, HarperCollins, 2006, ISBN 1841157287, p.111
4. ↑  The Quotations at Allmusic.com. Retrieved 13 March 2013
5. 1 2 3 4  Tribute by Brian Gari, reprinted at Spectropop.com. Retrieved 13 March 2013
6. 1 2 3  Helen Miller repertoire at BMI.com. Retrieved 13 March 2013
7. ↑  Biography of Freddie Scott by Jason Ankeny at Allmusic.com. Retrieved 13 March 2013
8. ↑  Sarah Vaughan, Send In The Clowns, at Allmusic.com. Retrieved 13 March 2013
9. 1 2  Inner City - Original Broadway Cast at ArkivMusic. Retrieved 13 March 2013
10. 1 2  Review of Inner City: The Original Broadway Cast Recording at The Second Disc. Retrieved 13 March 2013

## 外リンク
- Helen Miller - インターネット・ブロードウェイ・データベース（英語）